# Fouad Ier
Fouad Ier (en arabe : فؤاد الأول), né le 26 mars 1868 au Caire et mort le 28 avril 1936 dans la même ville, règne sur l'Égypte de 1917 à sa mort, d'abord comme sultan durant le sultanat sous protectorat britannique, puis comme roi après la proclamation officielle de l'indépendance du pays en 1922, comme royaume d'Égypte.

## Biographie
Ahmed Fouad (أحمد فؤاد en arabe) est le septième fils du Khédive Ismaïl Pacha. En 1913, Fouad tenta en vain de s’assurer le trône d’Albanie, qui avait obtenu son indépendance de l’Empire ottoman un an plus tôt. À l’époque, l’Égypte et le Soudan étaient gouvernés par son neveu, Abbas II, et la probabilité que Fouad devienne le monarque de son propre pays semblait lointaine.  
Il succède à son frère aîné Hussein Kamal à la tête du sultanat d'Égypte à sa mort, le 9 octobre 1917.
Après la Révolution égyptienne de 1919, le Royaume-Uni reconnaît l'indépendance de l'Égypte le 28 février 1922. Fouad Ier adopte le titre de « roi d'Égypte » par décret le 15 mars de la même année, après l'instauration du royaume. La Constitution de 1923 accordait à Fouad de vastes pouvoirs. Il a fréquemment utilisé son droit de dissoudre le Parlement. Au cours de son règne, les cabinets ont été dissous à la volonté royale, et les parlements n’ont jamais duré jusqu’au bout de leur mandat de quatre ans, mais ont été dissous par décret.
Fouad meurt en 1936, à l'âge de soixante-huit ans. Son fils Farouk lui succède à la tête de l'Égypte.

## Mariages et descendance
Le 30 mai 1895, Fouad épouse la princesse Shivakiar Ibrahim (1876-1947). Ils ont deux enfants :
- Ismaïl Fouad (1896-1896) ;
- Faoukia (1897-1974).

Fouad divorce en 1898. Il se remarie le 26 mai 1919 avec Nazli Sabri (1894-1978). Ils ont cinq enfants :
- Farouk (1920-1965) ;
- Faouzia (1921-2013) ;
- Faïza (1923-1994) ;
- Faïka (1926-1983) ;
- Fathia (1930-1976).

## Décorations étrangères
- Collier de l'ordre du Soleil Suprême (royaume d'Afghanistan)

- Grand-croix de l'ordre de la Fidélité de l'Albanie (en)

- Grand cordon de l’ordre de Léopold (Belgique)
- Chevalier de l’ordre de l'Éléphant (Danemark)
- Grand-croix de la Légion d'honneur (France)[7].
- Grand-croix de l'ordre de la Rose blanche (Finlande)
- Grand-croix de l’ordre du Rédempteur (royaume de Grèce)
- Collier de l'ordre de Salomon (Empire éthiopien)
- Collier de l'ordre des Pahlavi (État impérial d'Iran)
- Grand-croix de l'ordre de la Couronne d'Italie (royaume d'Italie)
- Grand-croix de l'ordre royal des Saints-Maurice-et-Lazare (royaume d'Italie)
- Chevalier grand-croix de l'ordre suprême de la Très Sainte Annonciade (royaume d'Italie)

- Grand cordon de l'ordre du Chrysanthème (Japon)
- Collier de l'ordre suprême de la Renaissance (Jordanie)
- Chevalier grand-croix de l'ordre du Lion néerlandais (Pays-Bas)
- Grand-croix de l'ordre d'Aviz (Portugal)
- Collier de l'ordre de Carol Ier (royaume de Roumanie)
- Chevalier commandeur de l'ordre du Bain (Royaume-Uni)
- Grand-croix de l'ordre royal de Victoria (Royaume-Uni)
- Chevalier de l'ordre des Séraphins (Suède)
- Grand cordon dans l'ordre des Omeyyades (Syrie)
- Collier de l'ordre royal de Thaïlande